# 新潟薬科大学
新潟薬科大学（にいがたやっかだいがく、英語: Niigata University of Pharmacy and Medical and Life Sciences）は、新潟市秋葉区東島265番地1に本部を置く日本の私立大学。1977年創立、1977年大学設置。大学の略称はNUPMLS（現在）、NUPALS（ニューパルス, 2023年3月まで）、薬科（やっか）、薬大（やくだい）など。

## 概観

### 大学全体
新潟薬科大学は、1977年に薬学部のみの単科大学かつ新潟県初の4年制私立大学として新潟市上新栄町（現在の新潟市西区）に開学した。その後、2002年に応用生命科学部が新津キャンパスとともに旧新津市（現在の新潟市秋葉区）に開設され、薬学部も2004年から段階的に同キャンパスに移転。2023年4月からは看護学部と医療技術学部が加わり、新津キャンパス、新津駅東キャンパス、西新潟中央病院キャンパスの3キャンパス体制となっている。

### 理念
新潟薬科大学を設置する学校法人新潟科学技術学園（法人本部は新津キャンパスに置かれている。）は、建学の精神「実学一体」などに則り、新潟薬科大学の理念を「生命の尊厳に基づき、医療科学及び生命科学の教育と研究を通して、人類の教育の増進と環境の保全に貢献する高い専門性と豊かな人間性を有する有無な人材を育成すると共に、社会の進歩と文化の高揚に有益な研究成果の創出」することとして掲げている。

### 特色
- 現在のところ、新潟県で唯一の薬学部を有する大学である。学生の出身地は新潟県をはじめ、首都圏、南東北の比率が高い。2006年、上新栄町キャンパス（新潟市西区）から新津キャンパスへ完全移転した。新津キャンパスは、新潟市が進める「新潟バイオリサーチパーク構想」のコア施設となっている。また教員一人当たりの学生数が少ないことが特徴で、その特長を活かした「アドバイザー制度」がある。学生一人一人に学習や就職に関するアドバイスを行ったり、アドバイザー単位でコンパを行ったりと、学生と教員との良好な関係づくりを重視している。
- また、高度薬剤師教育研究センターでは生涯学習にも力を入れ、県内外から医療分野で活躍される第一人者や著名な講師を招いて、月1回新潟日報メディアシップ（新潟薬科大学メディアキャンパス）において「薬剤師生涯教育講座」を開催しているほか、産官学連携推進センターを中心に企業や地域社会との連携を深める様々なプロジェクトを推進するなど、「社会に開かれた生命科学系総合大学」を目指している。
- 応用生命科学部は、加工食品や日本酒の開発で地元企業との産学連携に取り組んでいる（郷土料理「のっぺ」の洋風レトルト食品化など）[1]（「#逸話」も参照）。
- 2010年4月にはさらに、「高大連携」ならびに保健・医療・福祉専門職による「連携教育」を統括する、教育連携推進センターを設置した。
- 2023年4月には医療系新学部である医療技術学部と看護学部を開設し、4学部5学科大学院2研究科体制へと発展。「医療・健康系総合大学」として、教育・研究・社会貢献を推進することとしている。
- 2027年にデジタルグリーン学科と救急・救命学科を開設し、総合大学に移行する予定。新潟県内の私立大学では初の指定である。

## 沿革

### 年表
- 1962年4月 新潟高等工学院設立準備事務局を設置
- 1963年4月 新潟高等工学院の設置認可
- 1967年3月 学校法人新潟技術学園の設立許可
- 1977年4月 新潟県新潟市（現在の新潟市西区）に新潟薬科大学開学。薬学部（薬学科・衛生薬学科）を開設
- 1986年1月 新潟県笹神村（現・新潟県阿賀野市）に附属薬用植物園「五頭分園」を設置
- 1987年3月 組み替えDNA実験施設を設置
- 1991年4月 大学院薬学研究科修士課程を開設
- 1992年4月 法人名を学校法人新潟科学技術学園へ変更
- 1995年4月 大学院薬学研究科博士課程を開設
- 1999年9月 首都医科大学（中国・北京）と連携協定を締結
- 2002年
  - 4月 新潟県新津市（現・新潟県新潟市秋葉区）に応用生命科学部（応用生命科学科・食品科学科）を開設
  - 8月 マサチューセッツ薬科健康科学大学（アメリカ。現, MCPHS大学）と連携協定締結
- 2003年4月 新津市と県内企業17社（ブルボンなど）の出資により新潟バイオリサーチパーク推進機構が設立[2][3]。初代社長は栗山米菓社長の栗山清[4]。
- 2005年
  - 11月1日 バイオリサーチセンター開館[5]
  - 11月12日 応用生命科学部3周年記念 白川英樹博士講演会を開催
- 2006年
  - 3月 薬学部が新津キャンパスに完全移転
  - 4月 薬学部6年制へ移行（薬学科・衛生薬学科を薬学科に統合）。大学院応用生命科学研究科修士課程を開設。高度薬剤師教育研究センターを設置
- 2007年
  - 4月 産官学連携推進センターを設置。大学院応用生命科学研究科博士後期課程を開設
  - 10月 開学30周年記念式典挙行
- 2009年10月 薬学部講義研究棟（臨床大講義室、研修室、カフェテリア他）が竣工
- 2010年4月 大学院応用生命科学研究科博士前期課程に薬科学コース開設、教育連携推進センターを設置
- 2011年5月 長春中医薬大学（中国・吉林省）と連携協定を締結
- 2012年4月 応用生命科学部を改組。大学院薬学研究科博士課程（4年制）を開設
- 2013年
  - 4月 学生支援総合センターを設置。メディアキャンパス「メディ∞キャン」を開設
  - 10月 ニューヨーク州立大学フレドニア校（アメリカ）と連携協定を締結
- 2014年
  - 4月 健康・自立総合研究機構を設置。健康推進連携センターを設置（現在は両施設とも廃止）
  - 10月 附属薬草・薬樹交流園を設置
- 2015年
  - 3月 長野県と学生Uターン就職促進に関する協定を締結
  - 4月 聖マリアンナ会との間で包括連携に関する協定を締結。応用生命科学部生命産業創造学科を開設
  - 6月 新潟都市圏大学連合を結成し、新潟市と包括連携協定を締結
  - 9月 カリフォルニア大学デービス校（アメリカ）と連携協定を締結
- 2016年
  - 4月 新津駅東キャンパス（新津まちなかキャンパス）を開設。ナント大学（フランス）と連携協定を締結
  - 5月 応用生命科学部食品科学科を廃止
  - 6月 長野県上田市に「上田キャンパス」を開設し「長野薬学部」(仮称)を置く基本計画を決定[6]、2018年4月開設予定と発表
  - 12月 上記新設計画を1年延期することを決定し、2019年4月の開設を目指すことになった[7]
- 2017年6月 長野薬学部の開設を断念[8]
- 2018年
  - 1月 国立忠南大学校（韓国）と連携協定を締結
  - 3月 ランシット大学（タイ）と連携協定を締結
- 2019年6月 ウィーン大学（オーストリア）と連携協定を締結。オーストリア薬剤師会と連携協定を締結
- 2020年
  - 1月 国立大学法人新潟大学と包括連携協定を締結
  - 2月 公益社団法人新潟県薬剤師会と包括連携協定を締結
  - 3月 新潟市秋葉区と包括連携協定を締結
  - 4月 新潟駅前キャンパスを開設。旭町イノベーションセンターを開設（現在は両施設とも廃止）
- 2021年
  - 9月 マニラ・セントラル大学（フィリピン）と連携協定を締結
- 2023年
  - 4月 医療技術学部臨床検査学科、看護学部看護学科を開設[9][10]
  - 4月 生命産業創造学科を生命産業ビジネス学科に名称変更
- 2027年　グリーンデジタル学科と救急・救命学科を新設予定。これに伴い新潟科学大学に名称変更し総合大学へ移行する[11]。

## 基礎データ

### 所在地
所在地はいずれも新潟県。
新津キャンパス
新潟市秋葉区東島265番地1
新津駅東キャンパス
新潟市秋葉区新津本町1丁目
西新潟中央病院キャンパス
新潟市西区真砂１丁目14-65
附属薬用植物園五頭分園（五頭薬用植物園）
新潟県阿賀野市畑江50番地97外
1984年開園。1986年に附属施設となった。薬大、阿賀野市、五頭薬用植物園管理組合の3者が共同で管理を行っており、無料で入園できる。

## 対外関係

### 加盟機関
- 日本私立大学協会
- 日本私立薬科大学協会
- 大学基準協会

### 主な連携機関

#### 日本国内
- 共生型大学連携（平成20年度採択・文部科学省「戦略的大学連携支援事業」）
- 日本海地域大学イノベーション技術移転機関（平成20年度採択・経済産業省「創造的産学連携体制整備事業」）
- 食と健康に関する研究連携コンソーシアム
- 専門職間協働・連携教育コンソーシアム
- 新津医療センター病院
- 長野県飯山北高等学校（現, 長野県飯山高等学校）
- 日本政策金融公庫
- 新潟信用金庫
- 新潟大学[12]
- 新潟南高校(高大連携協定)[13]

#### 海外
- 提携大学：オーストリアのウィーン大学など10大学（2019年時点）[14]
- オーストリア薬剤師会[14]

## 教育および研究

### 学部
- 薬学部
  - 薬学科（6年制）
- 応用生命科学部
  - 応用生命科学科
  - 生命産業ビジネス学科（旧, 生命産業創造学科）

2015年度から、主に文系志望学生を対象とした生命産業創造学科（現, 生命産業ビジネス学科）を新設。
2023年度に「看護学部看護学科」および「医療技術学部臨床検査学科」を開設。また新潟医療技術専門学校を「新潟薬科大学附属医療技術専門学校」に名称変更のうえ、大学と専門学校を一体的に運営することとなった。

### 大学院
- 薬学研究科
  - 博士前期課程（2010年度より募集停止し、応用生命科学研究科「薬科学コース」へ移行する。）
  - 博士後期課程
- 応用生命科学研究科
  - 博士前期課程（2010年度より従来の「応用生命科学コース」に加え、新たに「薬科学コース」を設置する。2018年度より理科教員の実践力を養う「理科教職専修コース」が設置された。理科教職専修コースでは中学校および高等学校教員1種免許状を有する大学院生は専修免許状（理科）が取得できる。）
  - 博士後期課程

### 附属機関
- 高度薬剤師教育研究センター
- 産官学連携推進センター
- 教育連携推進センター
- 薬学教育研究センター
- 薬用植物園
- 付属図書館

## 施設

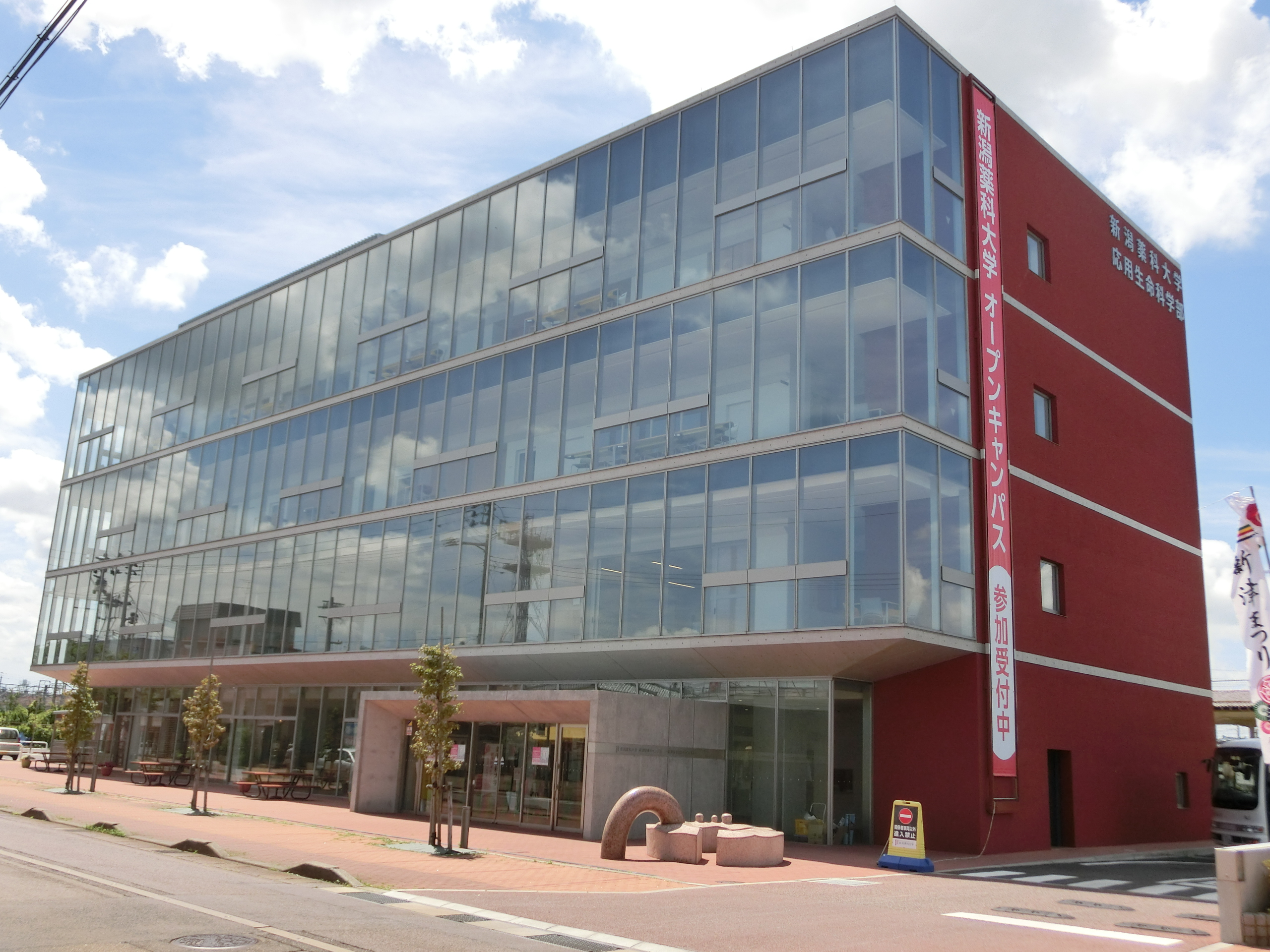
新津駅東キャンパス

### キャンパス

#### 新津キャンパス（大学本部）
※新津駅東キャンパスについては、生命産業ビジネス学科を中心に、その他の学部・学科も利用している。
設置学部
- 薬学部
  - 薬学科
- 応用生命科学部
  - 応用生命科学科
  - 生命産業ビジネス学科
- 医療技術学部
  - 臨床検査学科
- 看護学部
  - 看護学科

設置研究科
- 大学院薬学研究科
- 大学院応用生命科学研究科

交通アクセス
- JR信越本線古津駅東口から徒歩約10分
- JR新津駅東口から新潟交通観光バス「SW3・SW4 矢代田経由　白根・潟東営業所」行または秋葉区区バスで「朝日・新潟薬科大学入口」下車徒歩約3分
※2019年7月までは大学に乗り入れる一般路線バス（新潟交通観光バス#京ヶ瀬営業所管内を参照）もあったが、スクールバスに一本化されている。

当時の新津市が市街地南部の新津丘陵で整備を進めていた「バイオリサーチパーク」の整備計画の一環として、新津市が用地を無償提供する条件で建設され、2002年に開設された。キャンパスの隣接地には、リサーチパークを運営する「新潟市バイオリサーチセンター」本社兼研究所が所在する。新津キャンパスの開設を機に応用生命科学部が開設され、加えて旧, 上新栄町キャンパスに所在した薬学部も2004年度入学生から新津キャンパスへ順次移転を開始した。2024年6月、2028年を目処に新校舎を建設すると発表した。
西新潟中央病院キャンパス
- 交通アクセス
  - JR越後線「小針駅」からタクシー3分
  - 新潟交通バスW1有明線「国立西新潟中央病院前」下車徒歩約2分
  - 区バス坂井輪コミュニティバス「国立西新潟中央病院前」下車徒歩約2分
  - 新潟交通バスW2西小針線「小針十字路」下車徒歩約10分

#### 上新栄町キャンパス（旧, 新潟薬科大学キャンパス）
- 交通アクセス
  - JR越後線寺尾駅北口から徒歩約20分
  - 新潟交通 W1 有明線「新潟科学技術学園前」バス停から徒歩すぐ（新潟駅万代口発着・乗車約30分）

開学時に設置されたキャンパスで、北側は日本海沿いの「新潟海岸バイパス」（国道402号・日本海夕日ライン）、正面口がある南側は「産業道路」（新潟市道文京町五十嵐二ノ町線・旧402号）に面している。2006年に学部・大学院の機能は新津キャンパスへ全面移転したが、臨時のイベントに活用される場合がある。
なお、上新栄町キャンパスは、本学の系列校である新潟工業短期大学・新潟薬科大学附属医療技術専門学校が「新潟キャンパス」として引き続き活用している。

#### その他
過去にはサテライトキャンパスとして「新潟駅前キャンパス」（マルタケビル）や、薬学部の施設や漢方相談薬局の設置を視野に新津駅西口に面した土地を2012年から保有していたが、その後の環境変化により2020年にそれぞれ清算された。

## 系列関連校
- 新潟工業短期大学
- 新潟薬科大学附属医療技術専門学校（旧, 新潟医療技術専門学校 -2023年4月名称変更）

## 逸話
- 2006年に放送されたTBSドラマ『カクレカラクリ』において、校舎の一部とキャンパス内の古民家が撮影に使用された。
- 2008年より、新津商工会議所、新津菓子工業組合、新潟薬科大学などが連携し、健康野菜・プチヴェール（ケールと芽キャベツの掛け合わせ）を加工した菓子「ぷち森シリーズ」を共同開発し、主にJR新津駅周辺の商店街において、プチヴェールを用いたチーズケーキ、スティッククッキー、ベーグルなど多彩なラインナップを揃えて販売している。
- 2019年にソーシャルゲーム『アリス・ギア・アイギス』のイベント「秋の収穫祭 ～新米何号食べられる？～」において応用生命科学部特任教授 大坪研一 農学博士が新潟市とともに考証協力をしている。
- 大学の略称である「NUPALS」は、商標登録している（第4769848号）。ただし、「NUPALS」の使用は2023年3月まで。現在の英名略称は「NUPMLS」と称する。

## 公式サイト
- 公式ウェブサイト
- 新潟バイオリサーチパーク - 新潟市
- 新潟薬科大学 (@NupalsT1) - Twitter
- 微量栄養素情報センター - Linus Pauling Institute